# Argusbladwespen
Argusbladwespen (Argidae) zijn een familie van vliesvleugelige insecten.

## Geslachten
(Indicatie van aantallen soorten per geslacht tussen haakjes)
- Alloscenia  (1)
- Aprosthema  (24)
- Arge  (29)
- Kokujewia  (1)
- Sterictiphora  (9)